# Antonio Mourelos
Antonio Mourelos Vázquez (12 de julio de 1959, Lugo, Galicia, España, es un actor español de cine, doblaje y televisión.

## Cine
- Galáctea: A conquista da via láctea (Cora Peña, 2001; cortometraje)
- Autopsia (Milagros Bará, 2002; TV)
- Entre bateas (Jorge Coira, 2002; TV)
- O alquimista impaciente (Patricia Ferreira, 2002)
- Los lunes al sol (Fernando León de Aranoa, 2002)
- Autopsia, (Milagros Bará, 2003)
- O lapis do carpinteiro (Antón Reixa, 2003)
- Secuestrados en Xeorxia (Gustavo Balza, 2003; TV)
- 1939, un berro no silencio (Alicia Conchas, 2004)
- Pepe Carvalho - A rosa de Alexandría (Rafael Moleón, 2004)
- O ano da carracha (Jorge Coira, 2004)
- 1939. Un berro no silencio (Alicia Conchas, 2005; cortometraje)
- Para que non me esquezas (Patricia Ferreira, 2005)
- Diario de un skin (Jacobo Rispa, 2005; TV)
- Latidos (Carles Pastor, 2006; TV)
- O Hospital (Iván Seoane, 2007; cortometraje)
- Pradolongo (Ignacio Vilar, 2007)
- O elixido (Chema Gagino, 2009; cortometraje)
- Os mortos van á présa (Ángel de la Cruz, 2009)
- 18 Comidas (Jorge Coira, 2010)

### Como director
- S.O.S., cortometraje, 2006

## Televisión
- Terra de Miranda (2001)
- Mareas vivas (2002) TVG
- As leis de Celavella (2003 - 2005)
- Rías Baixas (2004)
- Cuéntame cómo pasó (2005) TVE
- El comisario (2006) Telecinco
- Os Atlánticos (2008)
- Desaparecida (2009) TVE
- Padre Casares (2009) TVG, como Suso
- Los misterios de Laura (2009) TVE
- Matalobos (2009-2012) TVG, como Santiago Táboas
- Libro de familia (2011-) TVG, como Ramón Balseiro
- Imperium (2012) Antena 3, como Octavio Sulpicio
- El secreto de Puente Viejo (2013-2014) Antena 3, como León Castro
- El tiempo entre costuras (2014) Antena 3
- Serramoura (2014-) TVG. Como Evaristo Fiúza.
- Códice (2014) TVG
- El final del camino (2017) La 1
- Fariña (2018) Antena 3 Como el juez Beigbeder